# Stolsvatnet
Stolsvatnet (eller Stolsvatnmagasinet) er en kunstig sø i kommunerne Ål og Hol i Viken fylke i Norge. Det bruges som magasin for både Hol I kraftverk og andre vandkraftanlæg i vassdraget. Søen blev dannet efter opdæmning af øvre og nedre Stolsvatnet sammen med en række mindre søer, blandt andet Djupsvatnet, Olsennvatnet, Buvatnet og Mjåvatnet.